# Mandubí
Mandubí és una localitat al nord de l'Uruguai.

## Geografia
Es troba a la zona del departament de Rivera, a unes tres milles al sud del centre de la capital, la ciutat de Rivera.

## Població
La població és de 5.157 habitants, segons les dades del cens del 2004. El 1996 hi havia 3.607 persones al poble.